# Chionaema owadai
Chionaema owadai là một loài bướm đêm thuộc phân họ Arctiinae, họ Erebidae.